# Haemanota rubriceps
Haemanota rubriceps là một loài bướm đêm thuộc phân họ Arctiinae, họ Erebidae.